# Igreja de São Bartolomeu (Quorn)

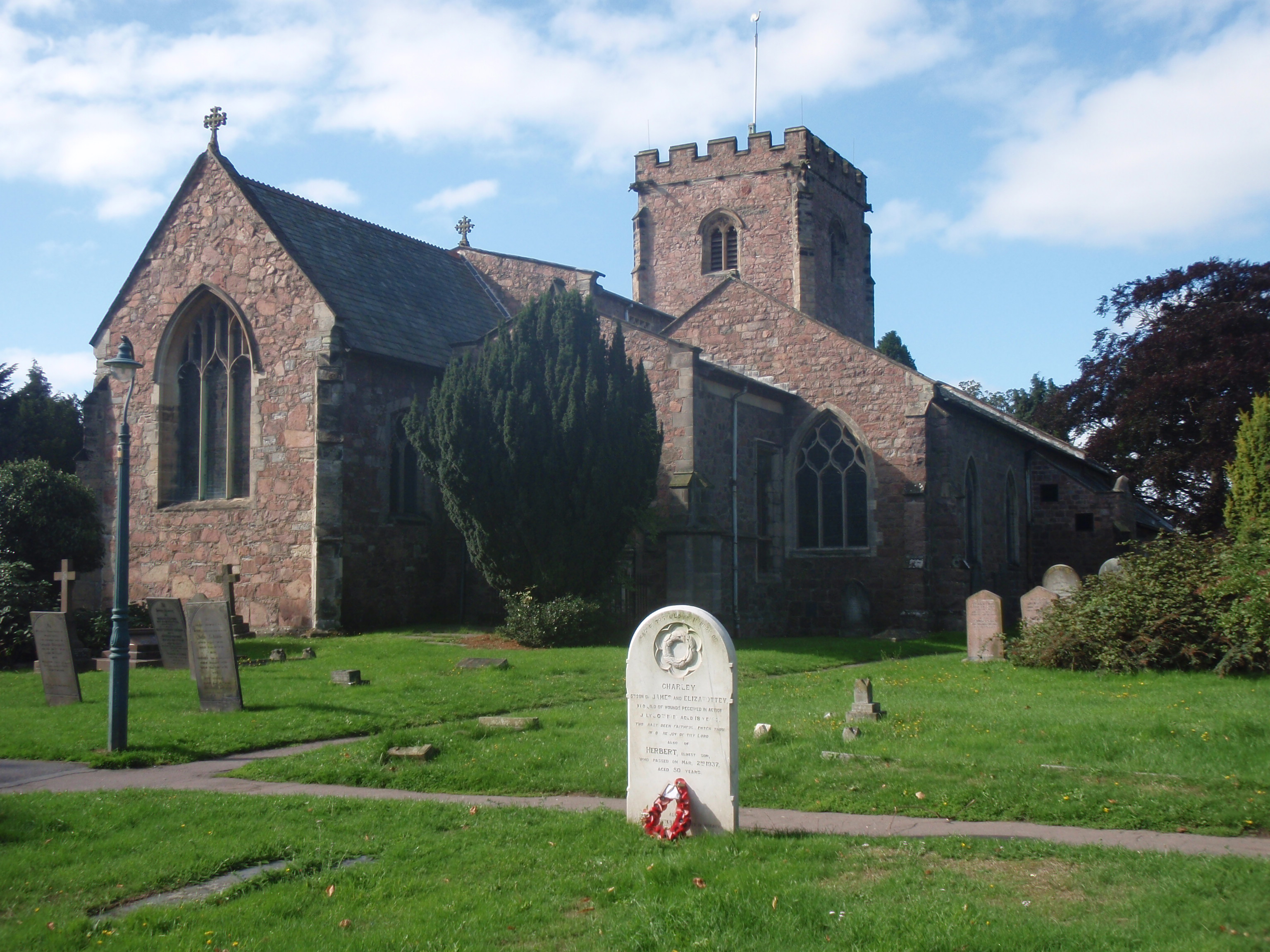
Igreja de São Bartolomeu

A Igreja de São Bartolomeu, Quorn é a igreja paroquial da Igreja da Inglaterra de Quorn (Quorndon), Leicestershire.
É um edifício listado de Grau I, datando do século XII ao século XIV com uma adição posterior de 1848.
O cemitério contém túmulos de guerra de dois militares da Primeira Guerra Mundial e três da Segunda Guerra Mundial .